# Halterofilismo nos Jogos Olímpicos de Verão de 1964

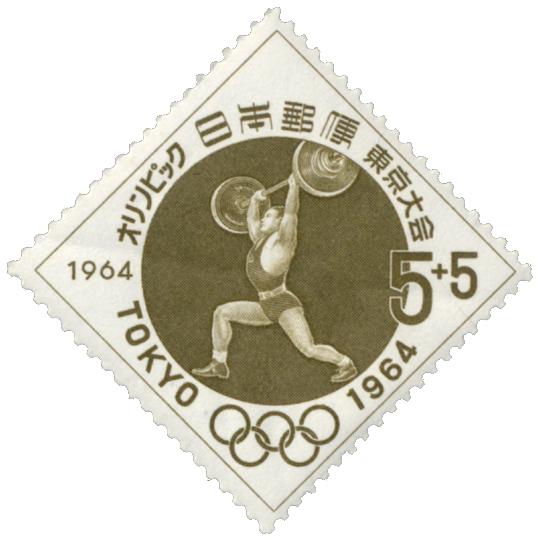
Selo postal do Japão

O halterofilismo nos Jogos Olímpicos de Verão de 1964 foi realizado entre 11 e 18 de outubro de 1964, em Tóquio, no Japão, com sete eventos disputados, todos masculinos. As competições foram realizados no Shibuya Kokaido, ou Salão Público de Shibuya, construído especificamente para estes Jogos. O halterofilismo foi o único esporte disputado neste local. As competições também valeram como Campeonato Mundial de Halterofilismo de 1964.
Três provas compuseram as competições de halterofilismo: o desenvolvimento (também conhecido como desenvolvimento militar ou prensa militar), o arranco e o arremesso, sendo o total das somas desses três levantamentos utilizado para determinar os vencedores.

## Eventos do halterofilismo
Masculino: até 56 kg | até 60 kg | até 67,5 kg | até 75 kg | até 82,5 kg | até 90 kg | acima de 90 kg

## Galo (–56 kg)
| Pos. | Atleta           | Nação                 | Desenvolvimento | Arranco  | Arremesso | Total    |
| ---- | ---------------- | --------------------- | --------------- | -------- | --------- | -------- |
|      | Alexei Vakhonin  | União Soviética (URS) | 110,0 kg        | 105 kg   | 142,5 kg  | 357,5 kg |
|      | Imre Földi       | Hungria (HUN)         | 115,0 kg        | 102,5 kg | 137,5 kg  | 355,0 kg |
|      | Shiro Ishinoseki | Japão (JPN)           | 100,0 kg        | 110,0 kg | 137,5 kg  | 347,5 kg |

## Pena (–60 kg)
| Pos. | Atleta           | Nação                | Desenvolvimento | Arranco  | Arremesso | Total    |
| ---- | ---------------- | -------------------- | --------------- | -------- | --------- | -------- |
|      | Yoshinobu Miyake | Japão (JPN)          | 122,5 kg        | 122,5 kg | 152,5 kg  | 397,5 kg |
|      | Isaac Berger     | Estados Unidos (USA) | 122,5 kg        | 107,5 kg | 152,5 kg  | 382,5 kg |
|      | Mieczysław Nowak | Polônia (POL)        | 112,5 kg        | 115,0 kg | 150,0 kg  | 377,5 kg |

## Leve (–67,5 kg)
| Pos. | Atleta               | Nação                 | Desenvolvimento | Arranco  | Arremesso | Total    |
| ---- | -------------------- | --------------------- | --------------- | -------- | --------- | -------- |
|      | Waldemar Baszanowski | Polônia (POL)         | 132,5 kg        | 135,0 kg | 165,0 kg  | 432,5 kg |
|      | Vladimir Kaplunov    | União Soviética (URS) | 140,0 kg        | 127,5 kg | 165,0 kg  | 432,5 kg |
|      | Marian Zieliński     | Polônia (POL)         | 140,0 kg        | 120,0 kg | 160,0 kg  | 420,0 kg |

## Médio (–75 kg)
| Pos. | Atleta           | Nação                 | Desenvolvimento | Arranco  | Arremesso | Total    |
| ---- | ---------------- | --------------------- | --------------- | -------- | --------- | -------- |
|      | Hans Zdražila    | Checoslováquia (TCH)  | 130,0 kg        | 137,5 kg | 177,5 kg  | 445,0 kg |
|      | Viktor Kurentsov | União Soviética (URS) | 135,0 kg        | 130,0 kg | 175,0 kg  | 440,0 kg |
|      | Masashi Ohuchi   | Japão (JPN)           | 140,0 kg        | 135,0 kg | 162,5 kg  | 437,5 kg |

## Pesado-ligeiro (–82,5 kg)
| Pos. | Atleta             | Nação                 | Desenvolvimento | Arranco  | Arremesso | Total    |
| ---- | ------------------ | --------------------- | --------------- | -------- | --------- | -------- |
|      | Rudolf Plyukfelder | União Soviética (URS) | 150,0 kg        | 142,5 kg | 182,5 kg  | 475,0 kg |
|      | Géza Tóth          | Hungria (HUN)         | 145,0 kg        | 137,5 kg | 185,0 kg  | 467,5 kg |
|      | Győző Veres        | Hungria (HUN)         | 155,0 kg        | 135,0 kg | 177,5 kg  | 467,5 kg |

## Meio-pesado (–90 kg)
| Pos. | Atleta             | Nação                 | Desenvolvimento | Arranco  | Arremesso | Total    |
| ---- | ------------------ | --------------------- | --------------- | -------- | --------- | -------- |
|      | Vladimir Golovanov | União Soviética (URS) | 165,0 kg        | 142,5 kg | 180,0 kg  | 487,5 kg |
|      | Louis Martin       | Grã-Bretanha (GBR)    | 155,0 kg        | 140,0 kg | 180,0 kg  | 475,0 kg |
|      | Ireneusz Paliński  | Polônia (POL)         | 150,0 kg        | 135,0 kg | 182,5 kg  | 467,5 kg |

## Pesado (+90 kg)

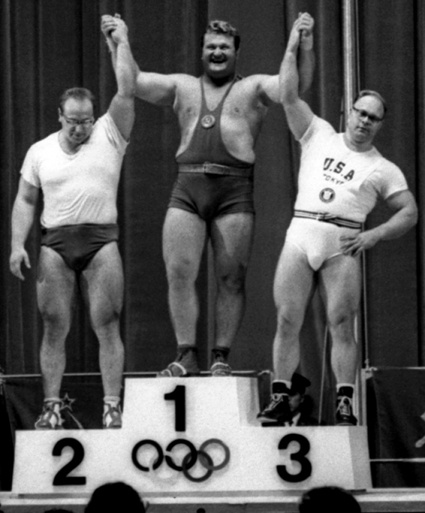
Esquerda para a direita: Vlássov, Jabotinsky e Schemansky

| Pos. | Atleta             | Nação                 | Desenvolvimento | Arranco  | Arremesso | Total    |
| ---- | ------------------ | --------------------- | --------------- | -------- | --------- | -------- |
|      | Leonid Jabotinski  | União Soviética (URS) | 187,5 kg        | 167,5 kg | 217,5 kg  | 572,5 kg |
|      | Iúri Vlássov       | União Soviética (URS) | 197,5 kg        | 162,5 kg | 210,0 kg  | 570,0 kg |
|      | Norbert Schemansky | Estados Unidos (USA)  | 180,0 kg        | 165,0 kg | 192,5 kg  | 537,5 kg |

## Quadro de medalhas
| Pos.               | País                | Ouro | Prata | Bronze | Total |
| ------------------ | ------------------- | ---- | ----- | ------ | ----- |
| 1                  | URS União Soviética | 4    | 3     | 0      | 7     |
| 2                  | POL Polônia         | 1    | 0     | 3      | 4     |
| 3                  | JPN Japão           | 1    | 0     | 2      | 3     |
| 4                  | TCH Checoslováquia  | 1    | 0     | 0      | 1     |
| 5                  | HUN Hungria         | 0    | 2     | 1      | 3     |
| 6                  | USA Estados Unidos  | 0    | 1     | 1      | 2     |
| 7                  | GBR Grã-Bretanha    | 0    | 1     | 0      | 1     |
| Total (7 entradas) | Total (7 entradas)  | 7    | 7     | 7      | 21    |